# Stopar
Stopar je 121. najbolj pogost priimek v Sloveniji, ki ga je po podatkih Statističnega urada Republike Slovenije na dan 31. decembra 2007 uporabljalo 1.193 oseb, na dan 1. januarja 2011 pa 1.196 oseb.

## Znani nosilci priimka
- Aleš Stopar, hokejist
- Aleš Stopar, umetnostni zgodovinar
- Andrej Stopar (*1972), novinar, publicist, dopisnik iz Rusije in ZDA, zgodovinar, scenarist
- Andrej Stopar (*1976), jezikoslovec (anglist in sinolog), prof. FF
- Andreja Stopar (*1961), veterinarka, načelnica upravne enote..
- Anton Stopar (1910—1993), izseljenski duhovnik, teolog (ZDA)
- Bogdan Stopar (1925—1970), zdravnik kirurg
- Bogo(mir) Stopar (1912—1990), profesor, prevajalec
- Bojan Stopar (*1964), geodet, geoinformatik, univ. prof.
- Bojan Stopar, kitarist in pevec Res Nullius
- Damjana Stopar Štrovs (*1975), slikarka, grafičarka
- Danilo Stopar, gledališki in filmski igralec (tudi v tujini)
- David Stopar (*1967), biolog
- Franc(e) Stopar (1920—1981), prevajalec
- Igor Stopar, narodno-kulturni delavec v Benečiji
- Ivan Stopar (1929—2018), umetnostni zgodovinar, kastelolog, konservator
- Judita Stopar, statističarka?
- Jure Stopar (*1986), hokejist in floorbalist
- Katja Stopar (*1980), biologinja, genetičarka
- Katarina Stopar (*1987), likovna publicistka, pisateljica
- Marko Stopar (1920—2015), skladatelj, glasbeni urednik in opremljevalec
- Marta Stopar (s. Bernardka) (1938—2015), vrhovna predstojnica kongregacije Šolskih sester (Rim)
- Matej Stopar, agronom
- Miha Stopar (*1983), matematik, programer, pisatelj
- Peter Stopar (pr.i. Mitja Zalokar) (*1946), pisatelj (arhitekt)
- Petra Stopar, pevka, zborovodkinja
- Rok Stopar, zdravnik in jamar
- Rudi Stopar (*1939), kipar, grafik, slikar in pesnik (haiku)
- Sonja Stopar (1921—2012), gledališka igralka in radijska režiserka
- Stana Stopar (*1943), poslanka
- Viktor Stopar (1913—2004), politik in gospodarstvenik
- Vojko Stopar (*1953), politik, kulturni menedžer
- Zdenka Stopar, publicistka